# Dendrobium hispidum
Dendrobium hispidum är en orkidéart som beskrevs av Achille Richard. Dendrobium hispidum ingår i släktet Dendrobium, och familjen orkidéer. Inga underarter finns listade i Catalogue of Life.